# Miel San Marcos
Miel San Marcos es un grupo guatemalteco de música cristiana integrado por los tres hermanos Josh, Luis y Sammy Morales. El nombre "Miel" se deriva de las siglas de Ministerios Elim, nombre inicial de la iglesia Tabernáculo de Avivamiento, y San Marcos, por el nombre del departamento en el que está ubicada. Todos sus discos han sido grabados en vivo, excepto, Tu Habitación, su primer álbum grabado totalmente en estudio.
La banda Miel San Marcos cuenta con cerca de una decena de producciones musicales, por algunas de las cuales, han obtenido galardones en los Premios Arpa, Dove Awards, Premios AMCL, entre otros, además, de nominaciones en los Premios Grammy Latinos.

## Carrera musical

### Primeras producciones, primera década (2000-2010)
Comienza en el año 2000, con su primer álbum Viene por mí, en el 2001 lanzan He ahí el Cordero, en el 2002, Exáltate Señor, en el 2003 Digno es Él, siguen en el 2005, con Eres mi Dios, en el 2007 Dios es Real. Para el 2010, lanzan una producción especial titulada Celebremos Miel San Marcos Kids a la que le siguió el álbum en 2010 Avivamiento.

### ProezasyComo en el Cielo(2012-2016)
Para el 2012, el álbum fue Proezas, fue grabado en vivo, en el Anaheim Convention Center Arena, de California, Estados Unidos. Este álbum tuvo la colaboración especial de intérpretes reconocidos de música cristiana como Coalo Zamorano, Juan Carlos Alvarado, Fernel Monroy, Tony Pérez, y Ovidio Barrios.
La banda hizo historia con el lanzamiento internacional del álbum, y el evento “Unidos por San Marcos” ante más de 17 mil personas, en el Estadio Cementos Progreso de Guatemala, esto para la grabación de su nuevo álbum titulado Como en el Cielo, lanzado en 2015. En el álbum también tuvo colaboraciones especiales de intérpretes reconocidos de música cristiana como Marco Barrientos, Christine D'Clario, y Julio Melgar. El lanzamiento sería galardonado como Mejor álbum en español en los Premios GMA Dove de 2015. En 2016, cerrarían esta etapa musical con Tu Habitación, su primer álbum totalmente grabado en estudio que reunía canciones conocidas de la banda.

### Pentecostés: nominada al Latin Grammy (2017-actualidad)
En 2017, la banda lanzaría Pentecostés (En Vivo), un álbum con 21 canciones, más de una hora y media de contenido y con la participación de Marco Barrientos, Danilo Montero, y Marcela Gándara. La producción fue grabada en vivo en el Madison Square Garden de Nueva York, Estados Unidos. Por este álbum, el conjunto recibió su primera nominación en los Premios Grammy Latinos en la categoría Mejor Álbum Cristiano de música en español.
Debido a su reciente popularidad, el grupo tuvo la oportunidad de ser la banda oficial en Latinoamérica para traducir al español múltiples sencillos de bandas reconocidas como Newsboys («God's Not Dead (Like a Lion)»), For King & Country («God Only Knows»), Meredith Andrews («Se abre sobre mí»), Aline Barros («Tiempo»), Elevation Worship («Tumbas sobre jardines»), entre otras colaboraciones.
En 2020, llegaría Adorando En Casa y Adorando En Casa (Amigos Invitados) junto a Evan Craft, Juan Carlos Alvarado, Jacobo Ramos, Coalo Zamorano, Daniel Calveti, Julissa, Bani Muñoz, y Lowsan Melgar, y luego Mil Generaciones, un EP en colaboración con Essential Worship, conformado por temas musicales de la agrupación estadounidense pero con nuevas versiones del grupo guatemalteco. Para cerrar el año 2021, su último sencillo sería «Dios es más grande» junto a Danny Gokey, para la preparación de su siguiente producción discográfica: Dios en Casa.

### «Danzando»: Canción en español del año (2022)
En 2022, Josh Morales participó del sencillo «Danzando» de Gateway Worship Español, junto a Christine D'Clario, Daniel Calveti, Becky Collazos, y Travy Joe. La canción sería elegida como Canción del Año en Español en los Premios Dove de 2022.
En 2022, la banda grabó el álbum Evangelio junto a Christine D’Clario, Grupo Barak, Marcos Witt, Redimi2, Ingrid Rosario, Daniel Calveti, Coalo Zamorano, Gateway Worship Español, Travy Joe, Armando Sánchez, Becky Collazos, Oscar - Isela, Samuel Rodríguez, y Susy González en el Crypto.com Arena en la ciudad de Los Ángeles.
En 2022 el 15 de septiembre en conmemoración de las Fiestas de Independencia de Guatemala, lanzan el sencillo "Levántate Guate", escrito por Iván Pérez y Josh Morales y con la participación de amigos guatemaltecos, entre ellos, Juan Carlos Alvarado, Malin Villagran, Bani Muñoz, Betsy García, Iván Pérez, Eden Pixcar, Celeste Nova, Cielo y Tierra, Adan Osorio, Fabio Broncy, y Sammy Baeza. La canción se posicionó en el top de Monitor Latino en música cristiana.

## Discografía / Álbumes
- 2000: Viene Por Mí
- 2001: He Ahí El Cordero
- 2002: Exáltate Señor
- 2003: Digno Es Él
- 2005: Eres Mi Dios
- 2007: Dios Es Real
- 2010: Celebremos (con Miel San Marcos Kids)
- 2010: Avivamiento
- 2012: Proezas
- 2014: Como En El Cielo
- 2016: Tu Habitación
- 2017: Pentecostés
- 2019: Instrumental
- 2019: Babies
- 2019: Ambientes De Adoración
- 2020: Adorando En Casa
- 2020: Adorando En Casa (Amigos Invitados)
- 2020: Mil Generaciones (con Essential Worship)
- 2022: Dios En Casa
- 2022: Fiesta (con Miel San Marcos Kids)
- 2022: Evangelio
- 2023: Ambientes De Adoración, Vol. 2
- 2024: Sesiones Acústicas
- 2024: Dios De Generaciones
- 2025: Miel San Marcos Remix (con Fleiva Music)

## Giras
- 2012-2014: Gira Proezas
- 2015-2017: Gira Como en el Cielo
- 2018-2019: Gira Pentecostés
- 2020-2022: Gira Evangelio

## Premios y reconocimientos

### Premios Grammy Latinos
| Año  | Categoría                  | Trabajo nominado      | Resultado |
| ---- | -------------------------- | --------------------- | --------- |
| 2018 | Álbum cristiano en español | Pentecostés (En Vivo) | Nominado  |

### Premios Dove
| Año  | Categoría                  | Trabajo nominado                                               | Resultado | Ref.          |
| ---- | -------------------------- | -------------------------------------------------------------- | --------- | ------------- |
| 2015 | Canción del año en Español | «No hay lugar más alto» (junto a Christine D'Clario)           | Ganadores | [ 32 ] [ 33 ] |
| 2015 | Álbum cristiano en español | Como en el Cielo                                               | Ganadores | [ 32 ] [ 33 ] |
| 2018 | Canción del año en Español | «Danzo en el río»                                              | Nominados | [ 34 ]        |
| 2018 | Álbum cristiano en español | Pentecostés (En Vivo)                                          | Ganadores | [ 34 ]        |
| 2020 | Canción del año en Español | «Solo Dios Sabe (God Only Knows)» (junto a for KING & COUNTRY) | Nominados |               |
| 2021 | Álbum cristiano en español | Mil Generaciones (junto a Essential Worship)                   | Nominados | [ 35 ]        |
| 2021 | Canción del año en Español | «Mi libertador» (junto a Christine D'Clario)                   | Nominados | [ 35 ]        |
| 2022 | Canción del año en Español | «Danzando» (como Gateway Worship en español)                   | Ganadores | [ 36 ]        |

### Premios Arpa
| Año  | Categoría                      | Trabajo nominado                                     | Resultado | Ref.   |
| ---- | ------------------------------ | ---------------------------------------------------- | --------- | ------ |
| 2013 | Mejor álbum de grupo o dúo     | Proezas                                              | Ganadores | [ 37 ] |
| 2013 | Álbum del año                  | Proezas                                              | Nominado  | [ 37 ] |
| 2013 | Mejor DVD                      | Proezas                                              | Nominado  | [ 37 ] |
| 2013 | Mejor álbum en vivo            | Proezas                                              | Nominado  | [ 37 ] |
| 2013 | Mejor canción en participación | «Tu nombre» (junto a Coalo Zamorano)                 | Nominado  | [ 37 ] |
| 2013 | Compositor del año             | «Tu nombre» (junto a Coalo Zamorano)                 | Nominado  | [ 37 ] |
| 2016 | Canción del año                | «Increíble»                                          | Nominado  | [ 38 ] |
| 2016 | Mejor álbum de grupo o dúo     | Como en el Cielo                                     | Ganadores | [ 38 ] |
| 2016 | Productor del año              | Como en el Cielo                                     | Nominado  | [ 38 ] |
| 2016 | Álbum del año                  | Como en el Cielo                                     | Nominado  | [ 38 ] |
| 2016 | Mejor álbum en vivo            | Como en el Cielo                                     | Nominado  | [ 38 ] |
| 2016 | Mejor canción en participación | «No hay lugar más alto» (junto a Christine D'Clario) | Ganadores | [ 38 ] |
| 2017 | Mejor álbum de grupo o dúo     | Tu Habitación                                        | Ganadores | [ 39 ] |
| 2017 | Álbum del año                  | Tu Habitación                                        | Nominado  | [ 39 ] |
| 2017 | Mejor canción en participación | «Increíble» (junto a Evan Craft)                     | Nominado  | [ 39 ] |
| 2018 | Mejor álbum de grupo o dúo     | Pentecostés (En Vivo)                                | Ganadores | [ 40 ] |
| 2018 | Álbum del año                  | Pentecostés (En Vivo)                                | Nominado  | [ 40 ] |
| 2018 | Mejor diseño de portada        | Pentecostés (En Vivo)                                | Nominado  | [ 40 ] |
| 2018 | Mejor álbum en vivo            | Pentecostés (En Vivo)                                | Nominado  | [ 40 ] |
| 2018 | Mejor canción en participación | «Abba Padre» (junto a Marcela Gándara)               | Nominado  | [ 40 ] |

### Premios AMCL
- 2015[41]
  - Banda/grupo del año
  - Canción alabanza y adoración del año por «No hay lugar más alto» junto a Christine D'Clario
  - Álbum grupo del año - Como en el cielo
- 2016[42]
  - Banda/grupo del año